# Georg Haas (Mediziner)
Georg Haas (* 24. April 1886 in Nürnberg; † 6. Dezember 1971 in Gießen) war ein deutscher Arzt, Internist, Wissenschaftler, Hochschullehrer und ein Begründer der Hämodialyse mittels einer „künstlichen Niere“. Er war von 1924 bis 1954 Direktor der Medizinischen Poliklinik in Gießen. Haas führte in Gießen 1924 die weltweit erste „Blutwäsche“ (wie er es nannte) außerhalb des Körpers (extrakorporale Hämodialyse) mit Erfolg an einem Menschen durch. Im Januar 1925 veröffentlichte Haas die Beschreibung des Verfahrens in der Klinischen Wochenschrift. Heute werden in Deutschland 95 Prozent aller Dialyse-Patienten mit dieser Methode behandelt, auch weltweit ist sie das Standardverfahren. Die von ihm benutzte Schlauchniere war das erste, bei Menschen eingesetzte künstliche Organ in der Geschichte der Medizin.

## Leben
Georg Haas studierte von 1904 bis 1909 in München und Freiburg im Breisgau Medizin. Während seines Studiums wurde er Mitglied der Akademischen Verbindung Zaringia Freiburg. Im Jahr 1910 wurde er Medizinalpraktikant und Doktorand bei Ludwig Aschoff in Freiburg, wo er im Dezember 1911 mit einer Arbeit Über die Gefäßversorgung des Reizleitungssystems promoviert wurde. Es folgte von 1911 bis 1913 eine Assistententätigkeit am Physiologisch-Chemischen Institut der Universität Straßburg bei Franz Hofmeister, wo er sich insbesondere mit dem Intermediärstoffwechsel beschäftigte und er sich entschloss, Internist zu werden. Von Juli 1914 bis 1916 arbeitete er an der Medizinischen Klinik der Universität Gießen unter Fritz Voit und am dortigen Lazarett, an dem er gleich zu Kriegsbeginn 1914 eingesetzt worden war. Im Mai 1916 habilitierte er sich mit der Arbeit Der Indikangehalt des menschlichen Blutes unter normalen und pathologischen Zuständen in Gießen für Innere Medizin und wurde Privatdozent. Seine Untersuchungen zum Indikan führten zur nach ihm benannten Haas-Jolleschen Reagenzglasprobe, eine für Lazarette und Arztpraxen vorgesehene Methode zur kolorimetrischen Bestimmung des Indikangehaltes im Blut und damit des Erkrankungsgrades bei Patienten mit einer Nierenentzündung. Während des Ersten Weltkrieges war er von 1917 bis 1918 im Sanitätsdienst in Rumänien zur Flecktyphusbekämpfung im Einsatz, bevor er 1919/1920 wieder seine Arbeit in Gießen aufnahm. Im Jahr 1921 erhielt er eine außerordentliche Professur an der Universität Gießen und von 1924 bis 1954 war er Ärztlicher Direktor an deren Medizinischer Poliklinik. Während des Zweiten Weltkriegs hatte Haas auch die Lazarette in Gießen als Beratender Internist zu betreuen. Bei dem schweren Luftangriff auf Gießen Anfang Dezember 1944 wurde er zu Hause verschüttet und von einem Assistenten gerettet. 1950 erhielt Haas noch die Ordentliche Professur, und 1954 wurde er emeritiert.
Im Jahr 1933 hatte Georg Haas Elisabeth Joeckel geheiratet. Er starb 1971 im Alter von 85 Jahren. Die Grabstätte der Eheleute befindet sich auf dem Alten Friedhof in Gießen gegenüber dem Grab von Wilhelm Conrad Röntgen. Zu Ehren von Georg Haas wurde das PHV-Dialyse-Zentrum in Gießen Georg-Haas-Dialysezentrum benannt.
Nach dem Urteil von Zeitgenossen ist Georg Haas ein „guter katholischer Christ“ gewesen, „ein sehr guter und solider Kliniker“, „bei Kollegen und Patienten hochgeschätzt“, „ruhig und leutselig“, „persönlich anspruchslos und als Arzt und Wissenschaftler von großer Bescheidenheit, ist ihm zeitlebens die verdiente Anerkennung für seine (Pionier-)Leistungen versagt geblieben“ (zitiert nach Benedum, Medizinhistoriker in Gießen).

## Die Entwicklung der Blutwäsche
Zur Entwicklung der Blutwäsche wurde Georg Haas aufgrund von Erlebnissen im Ersten Weltkrieg veranlasst, in dem er wiederholt Soldaten an einer Nierenentzündung („Feldnephritis“) mit Nierenversagen sterben sah, ohne dass man ihnen helfen konnte. Er deutete das klinische Bild der Erkrankten als Selbstvergiftung und begann bereits 1914 im Tierversuch Verfahren zur zumindest vorübergehender Abtrennung von Schlackenprodukten aus dem Körper urämischer Patienten zu entwickeln. Haas griff dazu die Labordialyse, eine Methode, mit deren Hilfe er während seiner ärztlichen Ausbildung in Straßburg bei dem Medizinprofessor Hofmeister chemische Substanzen aus Lösungen abgetrennt hatte, auf. Er hatte die Idee, dass man das Blut an einer semipermeablen Membran vorbeileiten könnte, auf deren anderer Seite eine wässrige Flüssigkeit sein müsste, so dass Giftstoffe aus dem Blut entsprechend dem Konzentrationsgefälle durch die Membran in die wässrige Flüssigkeit wandern könnten und so die Urämie-Gifte aus dem Blut der Patienten mit Hilfe der Dialyse entfernt werden könnten.
Haas experimentierte in Gießen, bald nachdem er 1914 in die dortige Medizinische Klinik eingetreten war, zunächst an Hunden. Dabei hatte er als Dialyse-Membranen (Dialysatoren) Schilfschläuche (wie sein Lehrer Hofmeister), Papyrus- bzw. Papiermembranen, Bauchfell (Kalbsperitoneum), Katzendärme und Fischblasen mit enttäuschenden Ergebnissen, und schließlich, nachdem  Fritz Pregl Kollodiumröhren (als Dialysatoren zur Durchführung der Abderhaldenschen Serumreaktion) vorgestellt hat, 1915 aus Kollodium (Nitrozellulose) hergestellte Kollodiumschläuche eingesetzt. Er stellte dazu selbst Kollodium-Membranen in Form von Röhren her, konstruierte ein passendes Gestell und leitete das Blut durch die Röhren, die außen von einer salzhaltigen Lösung umspült wurden. Als gerinnungshemmendes Mittel setzte er Hirudin ein, das er selbst aus Blutegeln isoliert hatte. Seine Hirudinpräparate waren noch so toxisch, dass Hunde an Darmblutungen verstarben. Daher und weil der Kriegsverlauf ihn auf den Balkan verschlug, brach er die Experimente ab und hat auch erst später darüber berichtet.

Nach seinen Kriegsdienstjahren, die ihn von 1917 bis 1919 nach Rumänien geführt hatten, erlangte Haas Anfang der 1920er Jahre – verzögert durch den Krieg – Kenntnis von Tierexperimenten mit Hämodialyse, die der Pharmakologe John Jacob Abel (Baltimore), Leonard Rowntree und B. B. Turner 1912/13 in den USA (nicht bei Nierenversagen) durchgeführt hatten. Haas las auch, dass der Hamburger Physiologe Heinrich Necheless Hunde mit Hämodialyse behandelte, denen er zuvor beide Nieren entfernt hatte. Er nahm seine eigenen Tierversuche mit dem Ziel einer Urämie-Behandlung 1923 wieder auf, nun unter Einsatz von gereinigtem Hirudin bzw. Blutegelextrakt. Die Versuche verliefen so, dass eine Dialyse bei Patienten verantwortbar erschien. 

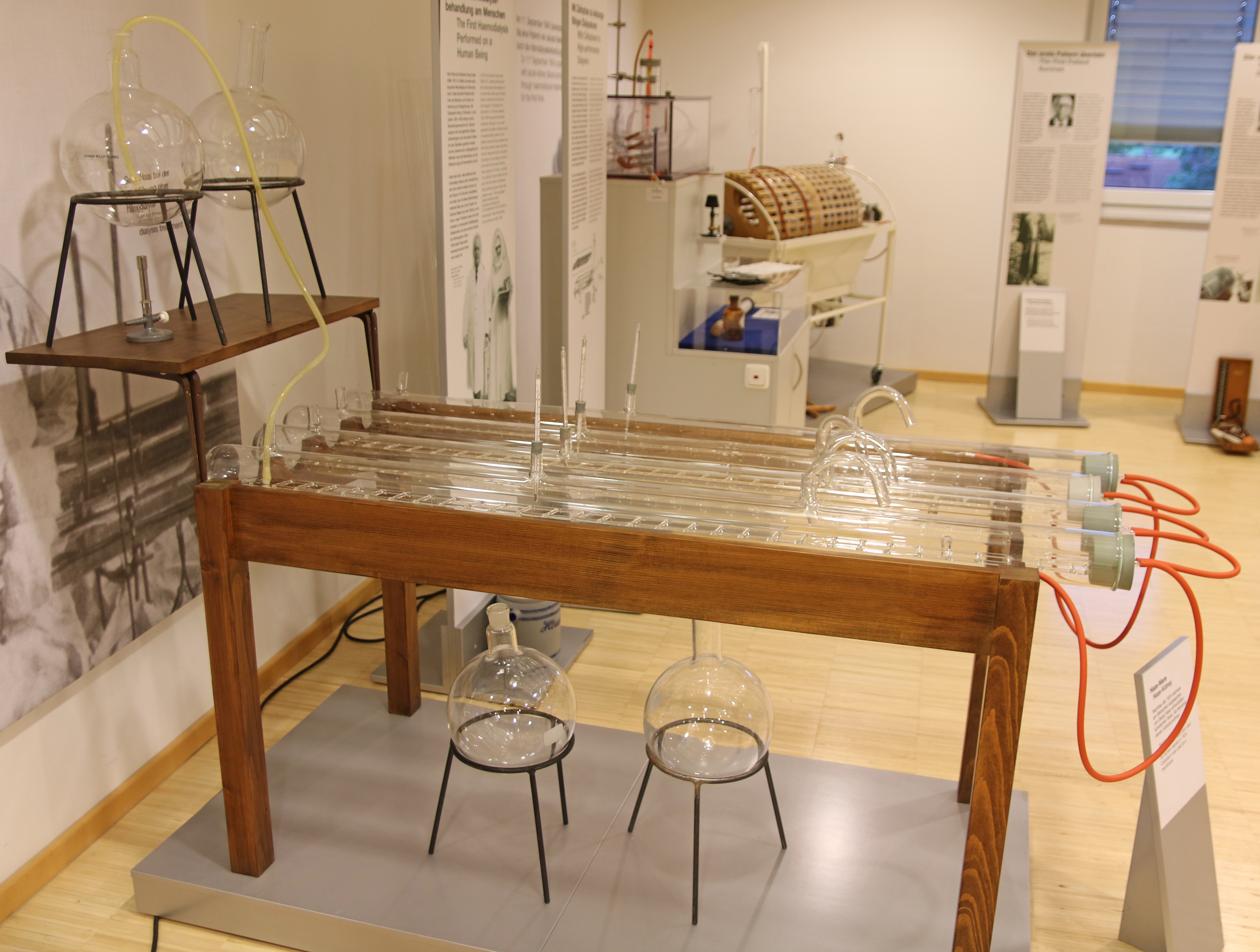
Nachbau der „Haas-Niere“

Georg Haas benutzte dafür ein selbst entwickeltes „Kabinensystem“ aus 16 Kollodiumschläuchen in acht je 160 cm langen Glasbehältern, das technisch sicher funktionierte. Aus Vorsicht beschränkte Haas die (weltweit erste) Hämodialyse beim Menschen Ende 1924 auf nur 15 Minuten. Sie wurde, assistiert von dem Gießener Privatdozenten für Chirurgie Fritz von der Hütten, an einem urämischen Patienten durchgeführt und verlief ohne Komplikationen. Bei weiteren Behandlungen wurde auch eine Blutpumpe eingesetzt, vor allem aber wurden die Dialyse-Zeiten (beim 1925 erfolgten zweiten Dialyseversuch auf 30 Minuten) verlängert. So konnte Haas nicht nur eine Verbesserung der Laborparameter feststellen, sondern auch die Symptome einer Entschlackung bei den Patienten. Ihr Bewusstsein klarte auf, sie verloren ihren Brechreiz, ihr hoher Blutdruck sank ab, die Luftnot besserte sich. Haas bemerkte auch, dass er bei Überwässerung Flüssigkeit aus dem Blutplasma und folgend aus dem Körpergewebe, vor allem den Lungen, abziehen konnte, wenn er den blutseitigen Druck im Dialysegerät über den in der Spüllösung erhöhte. Damit hatte er die Hämodialyse mittels Ultrafiltration entdeckt und eingesetzt sowie nach seinen eigenen Worten auch den Beweis dafür erbracht, „dass das Dialyseverfahren auch auf den Menschen anwendbar ist“.
Als Mitte der 1920er Jahre das vorteilhafte blutgerinnungshemmende Mittel Heparin für Thrombosebehandlung auf den Markt gekommen, und 1925 eine Reinigung der Substanz mittels Cadmiumchlorid gelungen war, verwendete Haas es ab 1927 auch erfolgreich statt des Hirudins für seine Blutwäschen. Insgesamt hat Haas, unterstützt von seinem Gehilfen Georg Balser, bis 1928 11 Hämodialyse-Behandlungen durchgeführt und seine Erfahrungen publiziert. Dann nahm ihn seine Haupttätigkeit als Klinikdirektor so in Anspruch, dass er die Dialyse-Behandlungen beendete. Zu diesem Entschluss kann auch beigetragen haben, dass er auf einem Kongress von der medizinischen Autorität Franz Volhard angegriffen wurde, weil er mit der Dialyse keine Heilung der Patienten, sondern nur eine zeitweise Besserung herbeiführen könne. Diese Meinung war aus der Zeit heraus zu verstehen. Nach 1935 führte Haas keine Hämodialysen mehr durch.

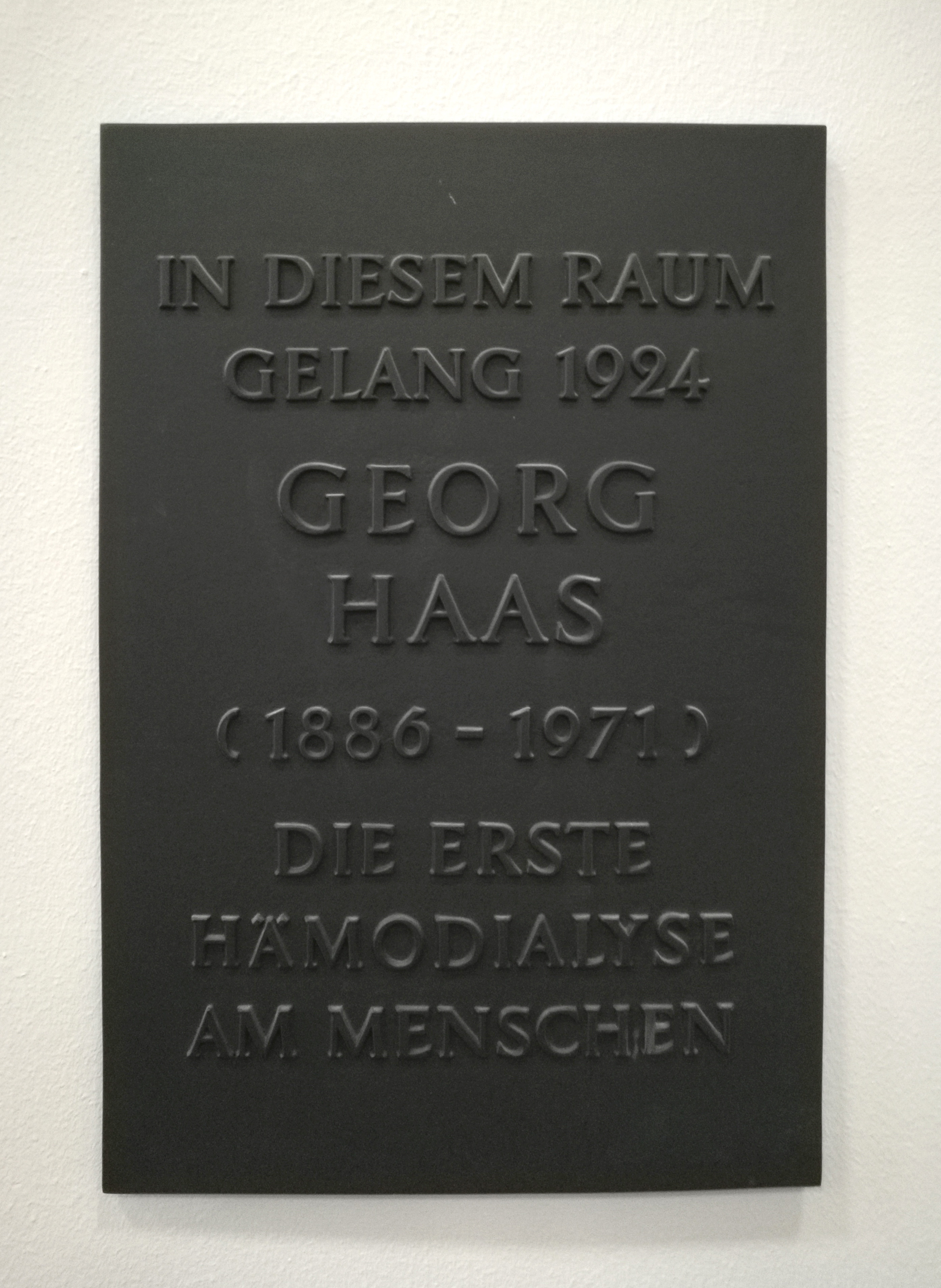
Plakette im Hörsaal der ehemaligen Klinik für Innere Medizin des Uniklinikums Gießen

In den 1940er Jahren konnte Willem Kolff für seine zusammen mit Hendrik Berk entwickelte Künstliche Niere als Dialysemembran hervorragend geeignete, seit den 1930er Jahren als Meterware für die Wurstproduktion erhältliche, Zellophan-Schläuche einsetzen; wie auch Nils Alwall, der ab 1946 das erste klinisch wirklich brauchbare Dialysegerät entwickelte.
Heute überleben weltweit über 1,4 Millionen Menschen mit Hilfe der regelmäßigen maschinellen Blutwäsche, rund 60.000 davon allein in Deutschland. Der bescheidene und zurückhaltende Georg Haas, der 1924 mit seinem Dialysegerät das erste künstliche Organ in der Medizingeschichte geschaffen und verwendet hatte, wurde vergessen und musste sich selber 1952 mit seiner Pionierleistung in einem Beitrag in einer wissenschaftlichen Zeitschrift wieder in Erinnerung bringen.

## Veröffentlichungen (Auswahl)
- Dialysieren des strömenden Blutes am Lebenden. In: Klinische Wochenschrift. Band 2, Nr. 41, 1923, S. 1888.
- Versuche der Blutauswaschung am Lebenden mit Hilfe der Dialyse. In: Klinische Wochenschrift. Band 4, Nr. 1, Januar 1925, S. 13 f.
- Über den Versuch der Blutauswaschung am Lebenden mit Hilfe der Dialyse. I. Mitteilung. In: Archiv für experimentelle Pathologie und Pharmakoloie. Band 116, Nr. 3/4, 1926, S. 158–172.
- Über den Versuch der Blutauswaschung am Lebenden mit Hilfe der Dialyse. II. Mitteilung. In: Archiv für experimentelle Pathologie und Pharmakoloie. Band 120, Nr. 5/6, 1927, S. 371–386.
- Über Blutwaschung. In: Klinische Wochenschrift. Band 7, Nr. 29, Juli 1928, S. 1356–1362.
- Die Methodik der Blutauswaschung (Dialysis in vivo). [Verfasst 1929]. In: Emil Abderhalden (Hrsg.): Handbuch der biologischen Arbeitsmethoden. Abt. V, Teil 8. Berlin/Wien 1935, S. 717–754.
- Über die künstliche Niere. In:  Deutsche Medizinische Wochenschrift. Band 77, Nr. 62, 1952, S. 1640–1641.

## Belege
1. ↑  Der Schwarze Ring. Mitgliederverzeichnis. Darmstadt 1930, S. 63.
2. 1 2 3 4   Jost Benedum: Die Frühgeschichte der künstlichen Niere. In: AINS. Band 38, Nr. 11, 2003, S. 683, doi:10.1055/s-2003-43386.2003, Volltext (PDF).
3. ↑  Georg-Haas-Dialysezentrum der PHV in Gießen.
4. ↑  Jost Benedum: Die Frühgeschichte der künstlichen Niere. 2003, S. 685.
5. ↑  Jost Benedum: Die Frühgeschichte der künstlichen Niere. 2003, S. 685 f.

| Personendaten    | Personendaten                           |
| ---------------- | --------------------------------------- |
| NAME             | Haas, Georg                             |
| KURZBESCHREIBUNG | deutscher Arzt, Erfinder der Blutwäsche |
| GEBURTSDATUM     | 24. April 1886                          |
| GEBURTSORT       | Nürnberg                                |
| STERBEDATUM      | 6. Dezember 1971                        |
| STERBEORT        | Gießen                                  |